# SPQR

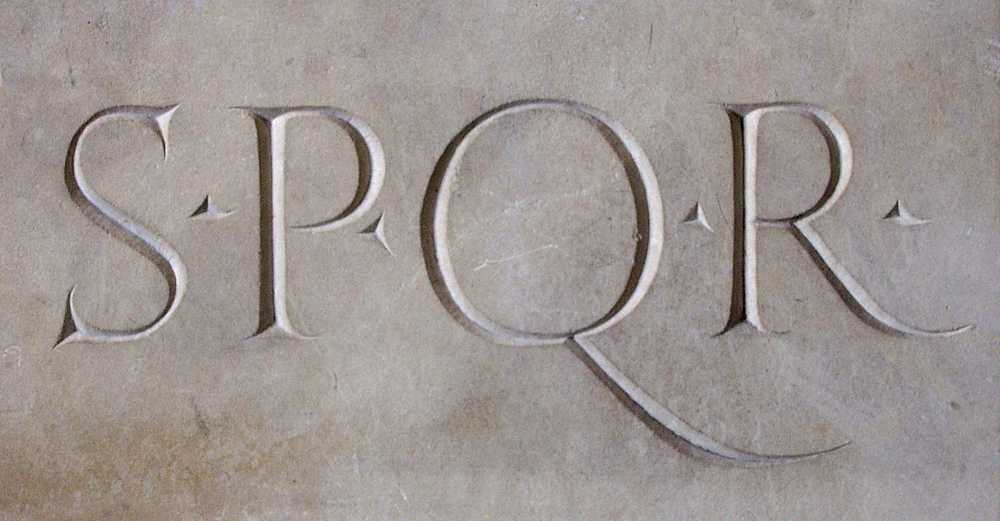

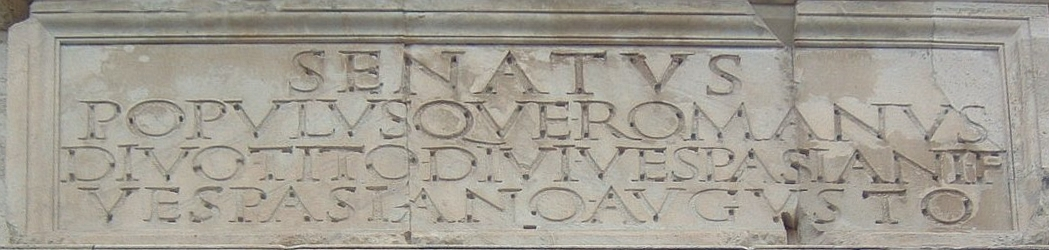
Một bản khắc trên Khải hoàn môn Titus

Biểu trưng hiện đại của Roma

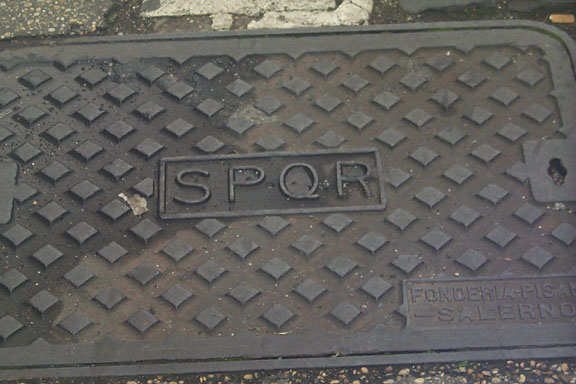
Nắp cống ở Roma trên có khắc SPQR

S.P.Q.R (hoặc là SPQR) là một từ viết tắt từ một thành ngữ La Tinh Senātus Populusque Rōmānus (dịch ra tiếng Việt là Viện Nguyên lão và Nhân dân La Mã) chỉ đến chính quyền Cộng hòa La Mã, và được sử dụng như một dấu hiệu chính thức của cả chính quyền. Nó xuất hiện ở các đồng tiền La Mã, và cuối các văn bản khắc đá hoặc kim loại công cộng, trong lời đề tặng của các đài kỷ niệm và các công trình công cộng, và được trang trí trên biểu tưởng của các Lê dương La Mã. Câu thành ngữ này xuất hiện hàng trăm lần trong lịch sử chính trị, luật pháp, văn hóa La Mã, bao gồm các bài diễn văn của Marcus Tullius Cicero và các bản chép lịch sử của Titus Livius. Từ khi ý nghĩa của các từ không bao giờ thay đổi, trừ về cách viết và ý nghĩa đúng của chữ populus trong văn học, trong các từ điển La Tinh phân loại nó như là một dạng thể thúc.
Thời hiện đại, SPQR là khẩu hiệu của Thành phố Roma và xuất hiện trên biểu tượng của thành phố, cũng như là trên nhiều công trình đô thị và nắp cống.

## Lịch sử
Thời gian xuất hiện của thuật ngữ này là không rõ, nhưng ý nghĩa của nó đã chỉ ra rằng thời kỳ nó xuất hiện là từ khi xuất hiện Cộng hòa La Mã. Cả hai nghĩa hợp pháp mà câu thuật ngữ trên chỉ ra là Senatus và Populus Romanus (Viện Nguyên lão và Nhân dân La Mã). Trong đó Populus (nhân dân) có nghĩa tối cao và sự kết hợp [Senātus và Populus Romanus] cũng có ý nghĩa như vậy, nhưng Senatus (Viện Nguyên lão) đứng một mình không có cùng ý nghĩa. Dưới chế độ quân chủ thì câu thành ngữ không thể xuất hiện. Bởi vậy, câu thành ngữ có thể được suy đoán rằng đã xuất hiện không thể sớm hơn sự thành lập của nền Cộng hòa.
Khẩu hiệu này được tiếp tục sử dụng trong thời kỳ Đế quốc La Mã. Các hoàng đế luôn quan tâm đến sự hiện diện của nhân dân mặc dù senatus consulta, hay các sắc luật của Viện Nguyên lão, hầu như luôn luôn được làm ra dưới áp lực của Hoàng đế.
Populus Romanus trong văn học La Mã là một cầu thành ngữ có ý nghĩa chỉ đến chính quyền Cộng hòa La Mã. khi người La Mã đặt tên cho các chính quyền của các nước khác học vẫn thường hay dùng populus ở nghĩa độc nhất hoặc số nhiều, ví dụ như populi Priscorum Latinorum, "chính quyền của những người cựu La tinh". Romanus là một tính từ dùng để chỉ đến người La Mã, như là trong civis Romanus, "công dân la Mã". Từ cách vị trí, Romae, "ở Roma", không bao giờ được dùng trong mục đích này.
Cư dân La Mã xuất hiện rất thường xuyên trong luật lê và lịch sử ở các câu thành ngữ như là dignitas, maiestas, auctoritas, libertas populi Romani, "phẩm giá, oai nghiêm, uy quyền và tự do của Nhân dân La Mã". Một từ khác populus liber, những người tự do. Một cụm từ khác exercitus, imperium, iudicia, honores, consules, voluntas: "quân đội, luật lệ, phán xử, phục vụ, chấp chính tối cao và ý chí của Nhân dân La Mã". Chúng xuất hiện sớm trong tiếng La Tinh như là Popolus và Poplus (cả hai đều mang nghĩa Nhân dân), như vậy thóm quen suy nghĩ các từ trên là tự do và thực thể quyền lực hợp pháp duy nhất đã trở thành thâm căn cố đế.
Người la Mã tin rằng tất cả các quyền lực đều đến từ nhân dân. Có thể nói rằng kiểu nói này cũng xuất hiện trong chính trị hiện đại và các cuộc cách mạng xã hội. Nhân dân ở ý nghĩa này chỉ toàn bộ chính quyền. Sau đó, về bản chất, từ ngữ này đã phân chia ra thành một Viện Nguyên lão Quý tộc, những người sẽ được điều hành bởi các chấp chính và các pháp quan, và comitia centuriata, "ủy ban của nhân dân", những người sẽ được các hộ dân quan bảo vệ.
Trong các ngữ cảnh chính thức hơn, Senatus Populusque Romanus được sử dụng để đánh dấu sự ngừng làm gì đó. Ở số ít được sử dụng trong từơng hợp có chỉ định. Câu thành ngữ có thể được sử dụng trong các từơng hợp khác: senatu populoque consentientibus, [được] "Viện Nguyên lão và Nhân dân thông qua" (một câu được đặt thuần túy một cách máy móc).

## Biến đổi trong thời hiện đại

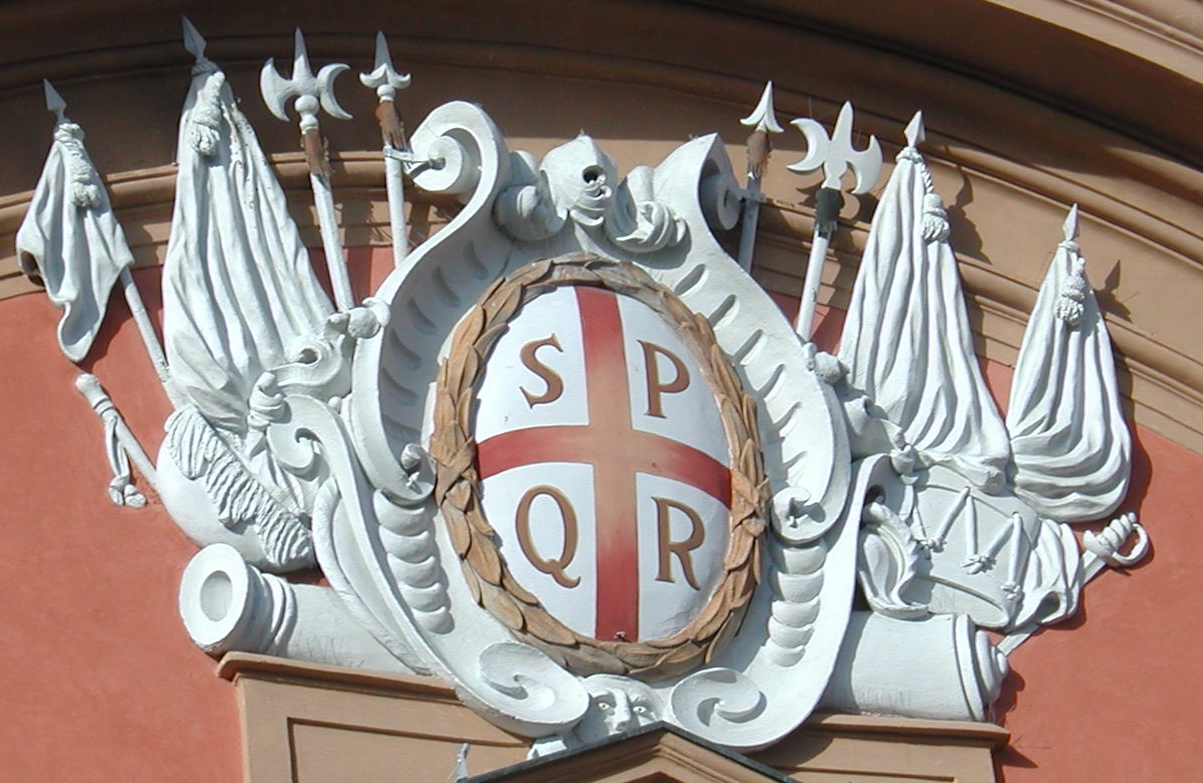
SPQR của Reggio Emilia

Câu thành ngữ từ đã được dùng lại nhiều trong thời kỳ hiện đại, ở châu Âu và lân cận. SPQ- đôi khi được dùng để khẳng định sự kiêu hãnh của một thành phố và các quyền công dân. Thị trấn Reggio Emilia có khắc chữ SPQR trong biểu tượng của mình, ý nghĩa "Senatus Populusque Regiensis". Vài nơi khác cũng có dùng SPQ-:
- Amsterdam, một trong các nhà hát chính và vài cây cầu[1]
- Antwerp, trong Tòa thị chính Antwerp.
- Benevento, trên các nắp cống[2]
- Bruges
- Brussel, nhiều lần ở Palais de Justice, và trên các bệ dài của Nhà hát Opera La Monnaie/De Munt
- Firenze[2]
- Florianópolis
- Iaşi, Lâu đài Văn hóa
- London
- Liverpool, nhiều cánh cổng khác nhau của Đại sảnh Thánh George (St. George's Hall)
- Lübeck, trong Holstentor
- Lucerne
- Olomouc
- Palermo
- Siena
- Tivoli
- Terracina
- Verviers, ở nhà hát lớn.
- Viên